# Frederik Jacob Rothenbühler
Frederik Jacobus Rotherbühler (Zweibrücken, 9 november 1758 - Soerabaja, 21 april 1836) was een vooraanstaand bestuursambtenaar en raadgever in Nederlands-Indië gedurende de nadagen van de Vereenigde Oostindische Compagnie en de tijd van Frans en Engels bestuur. Hij was gezaghebber van Java's Oostkust, Raad van Indië en informant van luitenant-gouverneur Raffles. Hij werd door gouverneur-generaal Daendels geridderd in de Orde van de Unie.

## Biografie
Frederik Jacob Rothernbühler werd geboren in Zweibrücken, Duitsland in 1758, en arriveerde in 1769 met zijn ouders in Batavia. Zijn vader, een opperchirurchijn, overleed kort na aankomst. Frederik Jacob werd daarna in 1770 als jongen in Batavia aangenomen bij de VOC. Hij klom op tot boekhouder en secretaris van politie in Semarang (1780-1794). Van 1794-1799 was hij resident te Pekalongan. In 1799 werd hij gezaghebber van Java's Oostkust te Soerabaja, een functie die hij tot 1808 bekleedde. Na een korte pensionering werd hij in 1811 door luitenant-gouverneur Raffles benoemd in de commissie onder leiding van Colin Mackenzie om de sociaal economische gesteldheid van Oost-Java in kaart te brengen. Naar Raffles rapporteert hij dat het Indisch bestuur, zoals het onder de regentschappen was samengesteld, "als zeer gebrekkig, drukkend voor land en volk en nadelig voor het Gouvernement moest worden beschouwd". Mede op grond hiervan hervormde Raffles het juridisch en bestuurlijk stelsel in Nederlands-Indië. Rothenbühlers geschriften bevatten een van de eerste beschrijvingen van het Adatrecht. Hij overleed in Soerabaja op 21 april 1836 en werd begraven op zijn landgoed Gunung Sari. Zijn grafmonument bestaat nog en is gelegen in de Ahmad Yani Golfclub in Dukuh Pakis. Hij wordt geroemd als doortastend bestuurder die zijn carrière dankte aan zijn kwaliteiten en niet aan connecties met de heersende elite.